# Bisdom Zé Doca
Het bisdom Zé Doca (Latijn: Dioecesis Zedocana) is een rooms-katholiek bisdom met als zetel Zé Doca, in Brazilië. Het bisdom is suffragaan aan het aartsbisdom São Luís do Maranhão.

## Geschiedenis
Het bisdom werd opgericht op 16 oktober 1961, als de territoriale prelatuur Cândido Mendes, uit delen van de territoriale prelatuur Pinheiro. Op 13 oktober 1983 werd het verheven tot bisdom. Op 5 juli 1991 veranderde het van naam naar bisdom Zé Doca. 

## Parochies
Het bisdom had in 2020 een oppervlakte van 35.100 km2 en telde 392.000 inwoners waarvan 91,6% rooms-katholiek was.

## Bisschoppen
- Guido Maria Casullo (20 december 1965 - 5 november 1985)
- Walmir Alberto Valle (5 november 1985 - 6 november 2002)
- Carlo Ellena (18 februari 2004 - 23 juli 2014)
- João Kot (23 juli 2014 - heden)

São Luís do Maranhão (aartsbisdom) · Bacabal · Balsas · Brejo · Carolina · Caxias do Maranhão · Coroatá · Grajaú · Imperatriz · Pinheiro · Viana · Zé Doca